# Mata Halasan
Mata Halasan is een bestuurslaag in het regentschap Tanjung Balai van de provincie Noord-Sumatra, Indonesië. Mata Halasan telt 2262 inwoners (volkstelling 2010).